# Liane Tooth
Liane Tooth, född den 13 mars 1962 i Sydney, Australien, är en australisk landhockeyspelare.
Hon tog OS-guld i damernas landhockeyturnering i samband med de olympiska landhockeytävlingarna 1988 i Seoul.
Därefter tog Tooth OS-guld igen i damernas landhockeyturnering i samband med de olympiska landhockeytävlingarna 1996 i Atlanta.